# San Fele
San Fele es una localidad italiana de la provincia de Potenza, región de Basilicata, con 3.363 habitantes.

## Evolución demográfica
| Gráfica de evolución demográfica de San Fele entre 1861 y 2001 |
|                                                                |
| Fuente ISTAT - Elaboración gráfica por parte de Wikipedia      |